# Шолудько, Владимир Борисович
Владимир Борисович Шолудько (укр. Володимир Борисович Шолудько; 16 октября 1955, с. Здовбица, Здолбуновский район, Ровенская область, УССР) — советский и украинский скульптор, заслуженный деятель искусств Украины (2009), Народный художник Украины (2018), член Национального союза художников Украины.

## Биография
Владимир Борисович Шолудько родился 16 октября 1955 года в селе Здовбица, Здолбуновский район, Ровенская область, УССР). Окончил Вижницкий колледж прикладного искусства, учителя В. Жаворонков. Е. Жуковский. С Верхола, А. Талаевич; Киевский государственный художественный институт (ныне — Национальная академия изобразительного искусства и архитектуры) факультет скульптуры, мастерская В. С. Бородая (1989), преподаватели профессора В. Сухенко, И. Макогон, В. Борисенко, В. Швецов, академик В. Бородай. Дипломная работа получила рекомендацию Министерства культуры, чтобы памятник Т. Шевченко был установлен в парке «Шевченковский гай» города Ковеля Волынской области.
Работает в области станковой и монументальной скульптуры в национально-патриотической и исторической тематике.
Произведения находятся в частных коллекциях и за рубежом. Участник всеукраинских выставок и конкурсов. Автор более 10 памятников и памятных знаков в Украине.